# Hugo Rachel
Hugo Rachel (* 7. Februar 1872 in Siegburg; † 3. März 1945 in Mutters, Österreich) war ein deutscher Historiker. Sein Forschungsschwerpunkt war die Wirtschaftsgeschichte Brandenburgs und Preußens.

## Leben
Rachel stammte aus einer in Norddeutschland verbreiteten evangelischen Familie. Sein Studium schloss er 1904 mit Dissertation über ein verfassungsgeschichtliches preußisches Thema ab.
Zwischen 1911 und 1928 gab er mehrere Bände der Acta Borussica heraus. 
Rachel verfasste mit Paul Wallich und Johannes Papritz den ersten Band von Berliner Großkaufleute und Kapitalisten (Berlin 1934), der nach seinem Erscheinen verboten wurde, weil Wallich, obwohl Christ, von den Nationalsozialisten als "Jude" diskriminiert wurde. Danach schrieb Rachel mit Wallich Band 2 (Berlin 1938) und vollendete nach dessen Freitod Band 3 (Berlin 1939); beide Bände erschienen als Privatdrucke.

## Veröffentlichungen (Auswahl)
- Der Große Kurfürst und die ostpreußischen Stände 1640–1688. Dissertation, Leipzig 1905 (= Staats- und wissenschaftliche Forschungen 24,1)
- Die Handels-, Zoll- und Akzisepolitik Brandenburg-Preußens. 3 Bände, Berlin 1911 ff. (= Acta Borussica 2)
- Berliner Großkaufleute und Kapitalisten, mit Johannes Papritz und Paul Wallich
  - Band 1: Bis zum Ende des dreißigjährigen Krieges. Berlin 1934 (= Veröffentlichungen des Vereins für die Geschichte der Mark Brandenburg, Bd. 24), Berlin 1934. Inhaltsverzeichnis
  - Band 2: Die Zeit des Merkantilismus 1648–1806. Berlin 1938, nur mit Paul Wallich Auszüge
  - Band 3: Übergangszeit zum Hochkapitalismus 1806–1856. Berlin 1939.
  - alle drei Bände Neu herausgegeben, ergänzt und bibliographisch erweitert von Johannes Schultze, Henry C. Wallich, Gerd Heinrich. 2. Aufl. Berlin 1967.